# سوازنا هارب
سوازنا هارب (بالإسبانية: Susana Harp)‏ هي مغنية مكسيكية، ولدت في 8 أبريل 1968 في أوخاكا في المكسيك.

## وصلات خارجية
- الموقع الرسمي
- سوازنا هارب على موقع ميوزك برينز (الإنجليزية)